# Estación Crámer
Crámer es una estación ferroviaria ubicada en la localidad del mismo nombre en el Departamento General Pedernera, Provincia de San Luis, República Argentina.

## Servicios
No presta servicios de pasajeros. Por sus vías corren trenes de carga de la empresa estatal Trenes Argentinos Cargas.

## Historia
En el año 1907 fue inaugurada la Estación, por parte del Ferrocarril Buenos Aires al Pacífico, en el ramal de Retiro a Mendoza. 